# Flohsamenschalen

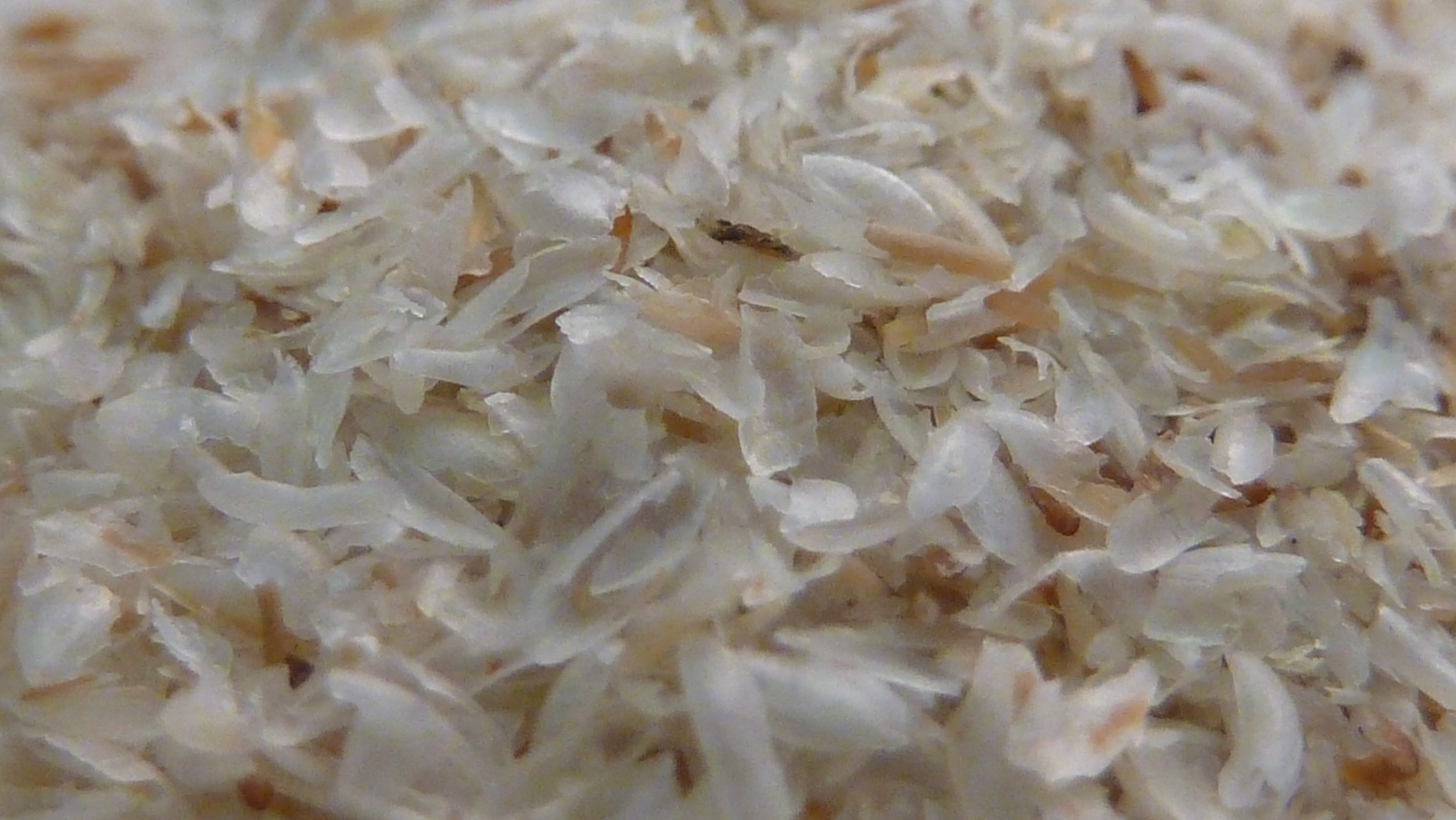
Flohsamenschalen

Flohsamenschalen sind die Samenhülsen der Wegericharten Plantago indica, Plantago afra (Synonym: Plantago psyllium), daher auch der Name Psyllium (altgriechisch ψύλλα psylla „Floh“, lateinisch psyllium „Flohkraut“). Die Frucht reift zu einer zweifächrigen Deckelkapsel heran mit je zwei kleinen elliptischen, rotbraunen, glänzenden Samen. Diese erinnern an Flöhe, was der Pflanze den deutschen Namen „Flohkraut“ oder „Flohsamen-Wegerich“ eintrug. 
Ein ähnliches Produkt wird unter dem Namen Indische Flohsamenschalen als Lebens- und Heilmittel vertrieben; die Stammpflanze Plantago ovata wird hauptsächlich in Indien und Pakistan angebaut.

## Verwendung und Wirkmechanismus
Flohsamenschalen werden gelegentlich als pflanzliches Quellmittel oder Stuhlaufweicher bezeichnet und dementsprechend als Darmregulans eingesetzt, wobei sie sowohl bei Verstopfung als auch bei Durchfall helfen können. Die in den Flohsamenschalen enthaltenen pflanzlichen Ballaststoffe, die sogenannten Flosine-Schleimpolysaccharide, sind in der Lage, mehr als das 50-fache an Wasser zu binden (Quellzahl > 40), was zu einer Volumenzunahme des Stuhls im Darm führt, durch den entstehenden Druck auf die Darmwand die Peristaltik anregt und schließlich den Darmentleerungsreflex auslöst. (Bei Paracelsus wird ein aus den Samen der Pflanze hergestellter Schleim, Mucilago seminis psyllii, erwähnt.) Zudem wird dadurch die Darmaktivität (Motilität) reguliert und die Transitzeit (Verweildauer) aufgenommenen Wassers im Darm verlängert, was auch die Wirksamkeit bei Durchfall erklärt.
Die Europäische Arzneimittelagentur hat Flohsamenschalen im Mai 2013 die Sicherheit und Wirksamkeit bei chronischer Verstopfung und als Stuhlaufweicher in Form eines „Community Herbal Monograph“ bescheinigt. Eine Metaanalyse von klinischen Studien aus dem Zeitraum 1966 bis 2003, die sich traditionellen Therapien der chronischen Obstipation widmete, ergab für Flohsamenschalen einen mittleren Wirkungsnachweis (moderate evidence).
Zudem fördern Flohsamenschalen wahrscheinlich das Wachstum darmfreundlicher Bakterien
und können möglicherweise entzündliche Prozesse im Magen-Darm-Trakt schneller zurückbilden. Sie werden aufgrund ihrer Quellwirkung im Magen auch zur Unterstützung der Gewichtskontrolle und Adipositasbehandlung eingesetzt.
Durch die Dickdarmbakterien werden die löslichen Ballaststoffe zu kurzkettigen Fettsäuren umgewandelt, und diese sollen dann in der Lage sein, die Cholesterin-Synthese in der Leber zu hemmen und somit den Cholesterinspiegel im Blut zu senken. Außerdem sollen die löslichen Ballaststoffe der Flohsamen die fäkale Gallensäure binden, wodurch es zu einer erhöhten Cholesterinausscheidung komme. Diese beiden letztgenannten Wirkungen sind bislang jedoch nicht ausreichend belegt und daher überwiegend Gegenstand alternativmedizinischer Anwendungen.
Der in den Flohsamenschalen enthaltene Staub kann beim Einatmen allergische Reaktionen bis hin zum anaphylaktischen Schock auslösen. Trockene Einnahme soll deshalb vermieden werden.

## Verwendung im Wegebau
Aus Flohsamenschalen wird ein Bindemittel für den Straßen- und Wegebau hergestellt, das die Belastbarkeit von Schotterstraßen und -wegen erhöhen soll, ohne die Versickerung von Regenwasser zu behindern, wie dies mit Pflaster oder Asphalt der Fall wäre.